# Carlos Diogo
Carlos Diogo, per esteso Carlos Andrés Diogo Enseñat (Montevideo, 18 luglio 1983), è un ex calciatore uruguaiano, difensore.
Anche suo padre Víctor fu un calciatore.

## Caratteristiche tecniche
È un centrocampista di fascia destra che può anche adattarsi al centro, a sinistra e sulla linea dei difensori come terzino (destro e sinistro).

## Carriera

### Club
Cresciuto calcisticamente con il River Plate Montevideo, ha giocato anche nel Peñarol, squadra dove aveva militato suo padre Víctor.
Si trasferisce in Argentina, al River Plate, nel gennaio del 2005, dopo che l'ex calciatore uruguaiano Enzo Francescoli lo consiglia all'allenatore ed ex compagno di squadra al River, Leonardo Astrada.
Debutta con los Milionarios il 13 febbraio 2025 nella vittoria esterna per 2-3 contro il Club Atlético Colón. Colleziona in totale 21 presenze con il River Plate e un gol, contro l'Huracán de Tres Arroyos.
Dopo essersi messo positivamente in mostra nel calcio sudamericano, nell'estate del 2005 il Real Madrid porta l'uruguaiano in Europa per 5 milioni di euro. Nella sua prima stagione nella Primera División colleziona 13 presenze senza gol. Nella prima parte di stagione viene spesso impiegato dall'allenatore Vanderlei Luxemburgo, in particolare, ha la possibilità di disputare cinque partite nella fase a gironi della Champions League. In seguito, con l'arrivo in panchina di Juan Ramón López Caro, trova meno spazio, venendo utilizzato solo in sette occasioni. Non riesce a incidere particolarmente in una delle stagioni più difficili della presidenza di Florentino Pérez.
Nella stagione successiva, con l'arrivo in panchina di Fabio Capello, alla sua seconda esperienza madrilena, non rientra nei piani del tecnico italiano.
Il 23 agosto 2006, quindi, il Real Madrid lo manda in prestito per una stagione al Real Saragozza con diritto di riscatto fissato a 5 milioni di euro.
Nella sua prima stagione nel Real Saragozza, Diogo segna 4 gol in 30 presenze, ed a fine stagione la squadra riscatta l'intero cartellino per una cifra pari a 4,5 milioni di euro. Nel mese di gennaio è protagonista di una rissa con l'avversario Luis Fabiano per la quale entrambi i giocatori ricevono una squalifica di cinque giornate.
Anche nella stagione successiva viene impiegato con continuità, finché nel mese di maggio durante una partita contro il Valencia subisce la rottura del crociato anteriore destro. A causa di questo infortunio, complice anche una ricaduta, resterà lontano dal campio di gioco fino a dicembre 2009. Ritornò in campo contro l'Athletic Club di Bilbao, segnando anche un gol.
Alla fine della stagione 2010-2011, in cui gioca 33 partite tutte da titolare, non trova un accordo con il club aragonese e rimane svincolato.
Nonostante le buone prestazioni con il Real Saragozza, una volta scaduto il contratto, Diogo non riesce a trovare una squadra e rimane svincolato per sei mesi.
Il 19 gennaio 2012 viene acquistato dal CSKA Sofia, nel campionato bulgaro. Dopo appena due settimane, senza nemmeno esordire con il suo nuovo club, rescinde il contratto che lo lega al CSKA e rimane nuovamente svincolato.
Dopo aver trascorso quindi un anno di inattività, nel mese di giugno del 2012 torna a giocare in Aragona con la squadra dell'SD Huesca, rivale del Real Saragozza. L'Huesca disputa la Segunda División ma la stagione è negativa e fine anno retrocede in Segunda División B.
Il 26 giugno 2013, Diogo si trasferisce quindi a parametro zero al Gent nella Jupiler Pro League. Dopo sei mesi, nel mercato invernale del 2014 torna per una breve parentesi al Real Saragozza, in Segunda División spagnola, con il club in un difficile momento societario.. Diogo gioca 9 partite di campionato e una di coppa, prima di ritirarsi definitivamente dal calcio giocato a causa di problemi fisici.
Dopo il ritiro si è stabilito a Saragozza con la sua famiglia, dedicandosi all'attività di allenatore a livello amatoriale in alcuni club dei dintorni della città, tra i quali Huracán, Racing Zaragoza, San Juan, Santa Isabel, Club Deportivo Ateca e CD Calatorao.

### Nazionale
Con l'Uruguay ha partecipato alla Coppa America 2004 ed alla Coppa America 2007.